# Engenho do Ribeiro
Engenho do Ribeiro é um distrito do município de Bom Despacho, na Mesorregião Central Mineira, mais precisamente na Microrregião de Bom Despacho, no estado de Minas Gerais, onde esta a 661 metros acima do nível do mar. De acordo com o Instituto Brasileiro de Geografia e Estatística, sua população no ano de 2010 era de 2200 habitantes. Foi criado pela lei estadual nº 336, de 27 de dezembro de 1948,sendo anexado ao município de Bom Despacho, que fica a 22 km de distância.

## História
Pouco se sabe sobre a história do distrito, mas por relatos dos moradores mais antigos, por volta do ano de 1916, 4 anos após a emancipação do município de Bom Despacho, o local era pertencente a um grande produtor de cana, da Família Ribeiro, na qual tinha um grande engenho de cana-de-açúcar, fabricante de caldo da respectiva planta e cachaça. A Família vendia os produtos derivados da cana-de-açúcar, leite e milho, onde, posteriormente, habitantes das cidades vizinhas passaram a construir casas e adquirir terras próximo ao engenho da Família Ribeiro,pois viam ali uma fonte de renda.

## Etimologia
O nome surgiu muito antes da criação do distrito, quando os moradores daquela localidade, ao serem indagados sobre sua residência, denominavam Engenho da Família Ribeiro, que, mais tarde, foi reduzido simplesmente para Engenho do Ribeiro.

## Economia
Agricultura e Serviços são as atividades econômicas mais importantes, dando ênfase para a Carpintaria, onde o distrito é conhecido pela grande fabricação de mesas, cadeiras, portas e diversos móveis em madeira maciça. O distrito conta também com supermercados, mercearias e açougue, onde os moradores não precisam sair do município para fazer compras básicas. Possui Posto de Combustível e Agência Bancária.

## Saúde e Educação
No setor da saúde, o distrito abarca um Posto de Saúde. Por não possuir hospital, os pacientes em estado mais grave são levados para o distrito-sede, Bom Despacho. Já na área da educação, possui a Escola Estadual Maria Guerra (Ensino Fundamental) e uma Creche Municipal. Os alunos do Ensino Médio frequentam escolas de Bom Despacho, onde o transporte é fornecido pela Prefeitura Municipal.
- Taxa de Alfabetização: 82%
- Expectativa de vida: 78 anos

## Geografia
Engenho do Ribeiro fica a 22 km do distrito-sede Bom Despacho e 32 km de Martinho Campos, cidade que influencia o distrito quando o assunto é funeral. Da Capital Mineira Belo Horizonte, o distrito está a 187 km.
O distrito é limitado ao:
- Norte: Povoado da Extrema (Bom Despacho), Distrito de Buriti Grande (Martinho Campos) e Município de Martinho Campos
- Nordeste: Povoado de Sacramento (Martinho Campos)
- Leste: Povoado do Mato Seco (Bom Despacho)
- Sul: Município de Bom Despacho
- Oeste: Povoado de Pacheco (Dores do Indaiá) e Município de Dores do Indaiá

Encontra-se na bacia do Alto São Francisco e é banhado pelo Rio Picão, onde inclusive tem sua nascente bem próximo ao distrito.
Conhecida por ser um distrito limpo e agradável de se viver, além de possuir índices de criminalidade quase nulos, o policiamento deriva do 7º Batalhão de Polícia Militar de Bom Despacho, o que gera uma importante sensação de segurança entre os moradores. 

## Religião
Tradicionalmente, 95% da população do distrito é Católica. Apenas 4% Evangélica e 1% Sem Religião.

### Religião Católica
O distrito conta com uma igreja, a Igreja Santa Rosa de Lima (sede da Comunidade Santa Rosa de Lima), na qual, hierarquicamente, pertence a Paróquia Nossa Senhora do Bom Despacho, de Bom Despacho, na circunscrição da Diocese de Luz. Acontece no mês de Janeiro a Festa de São Sebastião, padroeiro contra peste, fome e guerra e patrono dos fazendeiros, sitiantes e produtores rurais. Contudo, o mês de maior festividade católica no distrito é Setembro. Acontece nesse mês a Festa em Louvor a Padroeira do distrito, Santa Rosa de Lima e o início da Festa do Reinado em louvor a Nossa Senhora do Rosário, na qual termina em Outubro, mês também da Festa do Carro de Boi.

## Esportes
O distrito possui dois times de futebol amador: Ipiranga Futebol Clube (segundo relatos dos moradores, o mais velho, e manda seus jogos no Estádio Parque do Azulão) e o Clube Esporte Recreativo (que atua no Estádio Verde Vale), na qual possuem grande rivalidade entre si. Disputam o Campeonato Municipal de Bom Despacho, estrelando o Clássico do Interior. Não conquistaram nenhum título, apenas um vice campeonato em 2012, conquistado pelo Clube Esporte Recreativo.

## Transportes

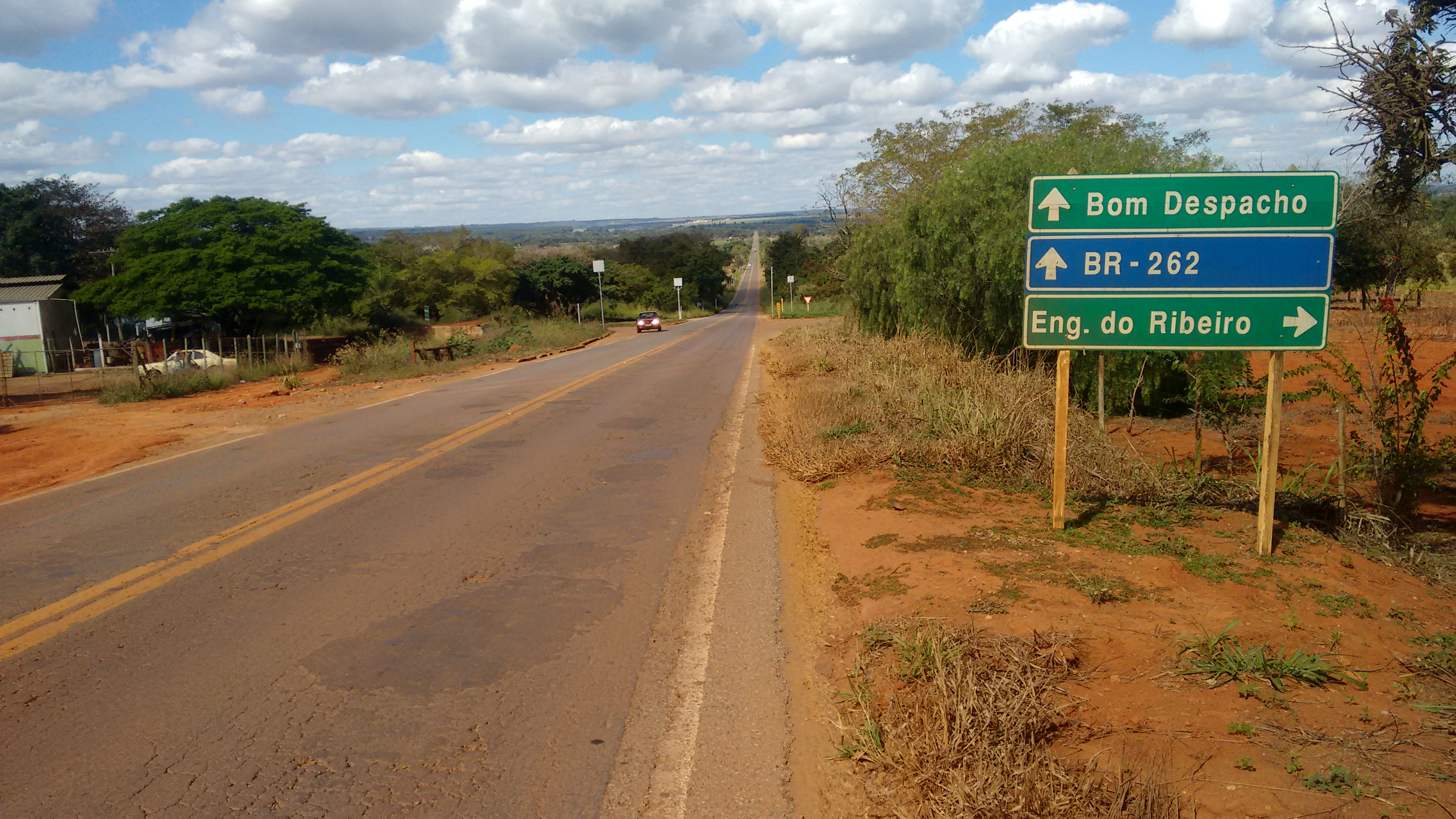
Trecho da MG-164 próximo ao trevo do distrito do Engenho do Ribeiro, no município de Bom Despacho, Minas Gerais.

A MG-164 corta o distrito do Engenho do Ribeiro.

### Estradas
A via de acesso mais usada é a MG-164, que liga a BR-262 a BR-040.

### Rodoviário
Diversas linhas de ônibus em diversos horários circulam diariamente pelo distrito:
- Santa Inês: Bom Despacho
- Sertaneja: Curvelo, Pompéu, Abaeté, Martinho Campos, Bom Despacho, Nova Serrana.
- São Cristóvão: Abaeté, Martinho Campos, Bom Despacho, Nova Serrana, Divinópolis.
- Oeste de Minas: Pompéu, Martinho Campos, Bom Despacho, Nova Serrana, Divinópolis.
- Santa Maria: Bom Despacho, Nova Serrana, Igaratinga, Pará de Minas, Florestal, Juatuba, Betim, Belo Horizonte.